# Sau Lan Wu
Sau Lan Yu Wu (Hong Kong, 1940) é uma física de partículas estadunidense. É Professora Distinta da Cátedra Enrico Fermi da Universidade do Wisconsin-Madison.
Wu obteve em 1963 o bacharelato no Vassar College. Em 1964 obteve um mestrado na Universidade Harvard, onde obteve em 1970 um doutorado. De 1970 a 1972 trabalhou no DESY, de 1972 a 1975 no Laboratório Nacional de Brookhaven, de 1975 a 1977 no CERN, e de 1977 a 1985 novamente no DESY. De 1972 a 1977 esteve também no Instituto de Tecnologia de Massachusetts. Em 1977 foi professor assistente e depois professor da Universidade do Wisconsin-Madison. Desde 1986 pesquisa no CERN, onde trabalha parcialmente na colaboração Atlas do Grande Colisor de Hádrons e com este envolvido na descoberta do bóson de Higgs.
Foi membro da equipe de Samuel Chao Chung Ting, que descobriu em 1974 o Méson J/ψ. Recebeu o Prêmio Física de Alta Energia e Partículas de 1995
É fellow da American Physical Society (1992) e da Academia de Artes e Ciências dos Estados Unidos (1996). É casada com o professor de física de Harvard Tai Tsun Wu.